# Regal Academy
Regal Academy é uma série em desenho animado italiano criado por Iginio Straffi e produzido pelo estúdio Rainbow S.r.l.. A série estreou na Rai YoYo em 21 de maio de 2016. Nos Estados Unidos começou a ser exibida na Nickelodeon no dia 13 de agosto de 2016. No Canadá começou a ser exibida no YTV em 3 de dezembro de 2016. A dublagem em inglês foi produzida na 3Beep e na DuArt Film and Video em Nova Iorque.
No Brasil a série estreou em 1 de outubro de 2016 na Nickelodeon Brasil. A segunda temporada foi emitida pelo Nick Jr.. Depois do reprise da primeira temporada, essa temporada estreou em 5 de março de 2018. Em Portugal, a primeira temporada estreou em 19 de dezembro de 2016 no Nickelodeon Portugal e a segunda em 29 de janeiro de 2018.

## Enredo
A série gira em torno de Rose, uma garota adolescente da Terra que descobre uma chave que leva-lá à Terra de Conto de fadas, onde os contos de fadas ganham vida. Ela acaba em uma prestigiada escola chamado Regal Academy. Rose descobre que ela é neta da diretora Cinderela. Rose decide se matricular na Regal Academy e aprender a usar a magia, apesar de ter aventuras com seus amigos.

## Personagens principais

### Rose Cinderella
Rose é uma garota comum da Terra que revela seu passado de conto de fadas como a neta de Cinderela. Inscrevendo-se na Regal Academy a pedido de sua avó, ela faz amizade com Astoria, Joy, Hawk e Travis depois que eles são designados para estar no mesmo grupo para uma aula. Embora inicialmente não gostasse devido a sua desconsideração por notas, falta de cuidado e maneirismo, a população escolar gradualmente se aquece com ela devido a seu constante otimismo e gentileza. Como sua avó, ela é uma amante de contos de fadas e sapatos, mais tarde vindo a possuir uma varinha que utiliza "Magia de Abóbora" para conjurar objetos. Rose também passa a possuir um par de sapatinhos de cristal Cinderella. Seu interesse romântico é Hawk de Neve e seu mascote é um ratinho chamado Gigi.

### Hawk de Neve
Hawk é o neto da Branca de Neve e assim como sua avó era "a mais bela de todas", ele é igualmente encantador e, portanto, muito popular entre as meninas. Como sua avó, ele também tem um amor incontrolável por maçãs. Seu heroísmo exagerado às vezes pode levar ele e seus amigos a situações desconfortáveis. Hawk depois vem a possuir uma varinha que utiliza "Magia da Neve" que pode congelar coisas e pessoas, e conjurar neve e gelo. Seu interesse romântico é Rose Cinderella e seu mascote é uma coruja chamado Doc.

### Astoria Rapunzel
Astoria é a neta da Rapunzel e vive até seu conto de fadas, tem cabelos roxos ondulados muito longos com reflexos verdes nas extremidades, relembrando as heras das torres. Ela é uma perfeccionista e uma leitora de livros, aspirando a obter notas perfeitas sempre, e é conhecida por ser a princesa mais trabalhadora da Regal Academy. Seu cabelo está vivo e pode ser usado como um par extra de mãos para segurar as coisas envolvendo-as. Astoria mais tarde vem a possuir uma varinha que utiliza a "Magia da Torre" que cultiva fortes ramos e flores de hera. Seu interesse amoroso é "Shawn Fera" que no início ela queria ter um relacionamento, mas no último episódio da 2 temporada ela passou gostar dele seu mascote é um cachorro pug chamado Vidal.

### Travis Fera
Travis é o neto da Bela e da Fera. Como Rose, ele vive na Terra. Ele é especialista em arte e tem uma atitude sarcástica. Quando ele fica irritado, ele se torna um animal real e possui uma força imensa e incontrolável. Travis depois vem a possuir uma varinha que utiliza "Magia da Fúria" que pode criar tornados e furacões poderosos. Seu interesse romântico é a LingLing e seu mascote é um esquilo chamado Nut.

### Joy LeFrog
Joy é a neta de Príncipe Sapo, embora ele seja conhecido como Dr. LeFrog na Regal Academy. Ela tem a capacidade de alternar entre suas formas humana e sapo à vontade, embora ambas compartilhem o mesmo amor por comer insetos. Como Rose, ela é alegre e muito solidária com seus amigos. Joy mais tarde vem a possuir uma varinha que utiliza a "Magia de Sapo", que pode transformar qualquer um, inclusive ela, em sapos. Seu mascote é um sapo chamado King.

### Ling Ling Iron Fan
LingLing é uma estudante transferida de uma academia na China. Tendo crescido treinada para ser uma guerreira perfeita e uma excelente aluna, ela é completamente ignorante sobre moda, dança, romance e outras atividades típicas de grupos do ensino médio. Mais tarde, ela desenvolve sentimentos por Travis depois que ele a libertou de um feitiço de transformação. Ling Ling depois vem a possuir uma varinha que utiliza a "Magia do Leque" que pode conjurar vento. Seu interesse romântico é Travis Fera e seu mascote é um macaco chamado Bao.

## Personagens secundários

### Vicky Broomstick
Vicky é uma estudante que realiza planos malignos e deseja ser a maior vilã de conto de fadas. No entanto, seus planos são sempre frustrados por Rose e seus amigos, assim seu objetivo é que Rose seja expulsa da Regal Academy.

### Ruby Stepsister
Ruby é a neta de uma das Meio-irmãs Malvadas da Cinderella. Ela também é uma aluna da Regal Academy e amiga de Vicky e geralmente a ajuda com seus planos malignos (fazendo a maior parte do trabalho). Ela tem uma queda por Hawk, que é outra razão pela qual ela ajuda Vicky. O poder de Ruby permite que ela limpe as coisas.

### Cyrus Broomstick
Cyrus é o primo e amigo de Vicky. Ele é preguiçoso e gosta de cochilar muito, mesmo durante as aulas. Por causa de sua preguiça, ele geralmente é coagido a ajudar nos planos de Vicky.

### Gerald Patinho Feio
Gerald é o neto do Patinho Feio. Ele está muito infeliz com sua aparência e espera que ele se torne como seu avô algum dia. Gerald é manso, tímido e educado. Infelizmente, ele tem um problema horrível de auto-estima. Ele se vê como feio e quer parecer melhor.

### Finn Baleia
Finn é o neto da baleia original de Sinbad. Sempre lento e desajeitado, ele não faz nada para esconder sua natureza.

### Leena Tom Thumb
Leena é pequena em tamanho, mas muito corajosa, assim como seu avô o Pequeno Polegar, e ela não tem medo de abóboras descontroladas ou ogros furiosos. No entanto, ela é sempre "squished" plana porque ela não pode sair do caminho.

### Odette Swan
Odette é neta da Princesa Cisne. Sua avó já foi a Princesa Cisne e ela herdou seu título. Não só ela pode dançar muito bem, mas a dança é sua razão de viver. Ela e Gerald saem juntos.

### Pinocchia
Pinocchia é a simpática e sorridente boneca viva, a neta do Pinóquio. Ela é compulsiva em dizer a verdade e desconfia de quem mente.

### Violet Ogre
Violet é a neta de um Ogro, e herdou os mesmos traços de seu avô, apenas com um toque feminino (muito leve)... a partir de seu nome feminino!

### Kira da Neve
Kira é a filha da Rainha da Neve e foi introduzida apenas na 2ª temporada. A mando de sua mãe ela se infiltra no corpo estudantil posando como a filha de Jack Frost, e se junta a Vicky e Cyrus depois que eles a encontram. Ela usa principalmente "Magia de Cristal" que pode superar a "Magia de Neve" de Hawk.

### Shawn Fera
Shawn é o primo de Travis apresentado na 2ª temporada. Ele é o amigo de infância de Astoria e eles parecem ter sentimentos um pelo outro. Astoria o rejeita como um parceiro de dança quando eles estão em equipes concorrentes, então ele faz parceria com a Alicia, mas no último na 2 temporada Astoria desenvolve sentimentos por ele e o chama para dançar. Ele possui a "Magia da Máscara" para conjurar máscaras de qualquer tamanho.

### Alicia
Alicia é a neta do Gato de Botas. Ela uma parceira de Shawn Beast e que só aparece na 2º temporada

### Fala de Neve
É a irmã mais velha de Hawk que só aparece no último episódio da 2º temporada

## Personagens adultos

### Cinderella
Cinderella é a diretora da Regal Academy. Tendo sido capaz de se defender de sua madrasta e meio-irmãs, Cinderela não tem medo de dizer o que pensa agora que é avó. Ela gosta de organizar bailes e vestidos. Assim como sua neta Rose, Cinderela ama sapatos.

### Fera
Fera é um professor de ginástica impetuoso que grita aos alunos para correrem mil voltas ou fazerem mil flexões. Ele pune os estudantes se eles violarem as regras da escola. Debaixo de seu exterior duro, o treinador da Regal Academy tem um coração de ouro e um amor secreto por rosas. Ele ensina a equitação com dragão.

### Branca de Neve
Branca de Neve é uma professora rígida na Regal Academy, encontrando-se em desacordo com Rose e seus amigos durante suas aventuras. Ela adora maçãs e tem muitos doces de maçã em sua mesa. Branca de Neve ensina etiqueta, trabalho em equipe e como usar itens e poderes mágicos.

### LeFrog
LeFrog é o professor de poções da escola. Com um olhar sério e constante em seus olhos, ele parece ser engraçado e ridículo. O doutor LeFrog não se incomoda quando algo dá errado e continuará ensinando a classe porque ele é distraído.

### Rapunzel
Rapunzel é a professora de poesia e literatura. Por ter passado tanto tempo na torre, a magistrada Rapunzel quer conversar e mostrar seus livros. Infelizmente ela perde o controle da conversa e acaba falando com estátuas, pinturas e sempre com seu próprio cabelo.

### Mr. Wolfram
Wolfram é um lobo antropomórfico que está sempre impecavelmente vestido e é bem-educado. Ele ensina cavalheirismo e heroísmo, com suas atribuições se transformando em aventuras para os alunos. No entanto, há algo obscuro acontecendo durante suas tarefas.

### Bela
Bela é a professora de arte da Regal Academy. Ela é muito gentil, muitas vezes tendo uma boa palavra para todos. A professora Bela é capaz de ver o positivo mesmo em situações ruins e infelizes. Ela pode falar sobre uma peça por horas e horas.

### Clara Cinderella
Clara é a mãe de Rose e filha da Ciderella, ela foi banida da Terra dos Contos de Fada por um dos sapatinhos de cristal, mas depois de ajudar Rose e seus amigos a salvar os sapatinhos tem permissão volta para Terra dos Contos Fada. Ela é professora de moda. Ela possui uma varinha que utiliza o poder "Magia do Vestido", capaz de conjurar vestidos.

### Rainha da Neve
É a vilã da segunda temporada, tenta aprisionar Rose e seus amigos no globo de neve durante toda a segunda temporada, porém, no último episódio, com a ajuda dos Pompons, acaba aprisionada em seu próprio globo de neve com a sua filha Kira, que por sua vez, acaba fazendo parte da coleção de contos de fadas de Rose. Ela utiliza o poder "Magia do Gelo" para conjurar a nevee criaturas feitas de gelo.

### Beanstalk Giant
É um grande amigo de Rose e sua turma, e sempre da algo a eles quando eles necessitam de algo. Sua esposa só aparece na segunda temporada, porém é rival de Rose e seus amigos, diferentemente de seu marido que aparece nas duas temporadas, porém sua esposa tenta esmagar Rose e seus amigos.

### Giant Hen
É vista como vilã, pois na sua primeira aparição, ajudou Rose e sua turma, porém foi descoberto que a ela pretendia ajudar Vicky a prejudicar não apenas Rose como também prejudicar Regal Academy.

## Dublagem
| Dublagem original      | Personagem                | Dobragem         | Dublagem                                         |
| Estudantes             | Estudantes                | Estudantes       | Estudantes                                       |
| ---------------------- | ------------------------- | ---------------- | ------------------------------------------------ |
| Jessica Paquet         | Rose Cinderella           | Inês Marques     | Evie Saide                                       |
| Erica Schroeder        | Astoria Rapunzel          | Patrícia Andrade | Marcela Duarte                                   |
| Alyson Leigh Rosenfeld | Joy LeFrog                | Patrícia Andrade | Aline Guioli                                     |
| Billy Bob Thompson     | Hawk de Neve              |                  | Allan Arnold                                     |
| Henry F. Benjamin      | Travis Fera               | Ricardo Alas     | Wirley Contaifer                                 |
|                        | Ling Ling Iron Fan        | Ana Sofia Santos | Ana Lúcia Menezes                                |
| Laurie Hymes           | Vicky Broomstick          | Ana Sofia Santos | Flávia Saddy                                     |
| Brittney Hamilton      | Ruby Stepsister           | Inês Marques     | Luisa Palomanes                                  |
| Michael Henning        | Cyrus Broomstick          | Tiago Matias     | Thiago Machado                                   |
| Professores            |                           |                  |                                                  |
| Kathryn Cahill         | Diretora Cinderella       |                  | Sarito Rodrigues                                 |
| H.D. Quinn             | Treinador Fera            |                  | Reinaldo Simões                                  |
| Marc Thompson          | Doutor LeFrog             |                  | Júlio Chaves                                     |
| Lori Gardner           | Professora Branca de Neve |                  | Martha Cohen                                     |
| Kayzie Rogers          | Magistrada Rapunzel       | Sofia Brito      | Maria da Penha                                   |
|                        | Professora Bela           | Sofia Brito      | Lourisiana Fernandes (1ª voz)Rita Ávila (2ª voz) |
|                        | Professor Wolfram         |                  | Filipe Albuquerque                               |
|                        | Professora IronFan        |                  | Geisa Vidal                                      |

## Episódios
| Temp. | Temp. | Eps. | Estreia na Italia      | Estreia na Italia      | Estreia no Brasil    | Estreia no Brasil      |
| Temp. | Temp. | Eps. | Estreia                | Final                  | Estreia              | Final                  |
| ----- | ----- | ---- | ---------------------- | ---------------------- | -------------------- | ---------------------- |
|       | 1     | 26   | 21 de maio de 2016     | 15 de novembro de 2016 | 1 de outubro de 2016 | 25 de março de 2017    |
|       | 2     | 26   | 28 de novembro de 2017 | 8 de outubro de 2018   | 5 de março de 2018   | 24 de dezembro de 2018 |

### 1ª Temporada (2016)
| #  | Título                               | Estreia                                        | Estreia                                        |
| -- | ------------------------------------ | ---------------------------------------------- | ---------------------------------------------- |
| 1  | Uma Escola de Contos de Fadas        | 21 de maio de 2016 13 de agosto de 2016        | 1 de outubro de 2016 19 de dezembro de 2016    |
| 2  | A Grande Corrida de Dragões          | 21 de maio de 2016 20 de agosto de 2016        | 8 de outubro de 2016 26 de dezembro de 2016    |
| 3  | A Princesa Swan no Pântano           | 22 de maio de 2016 27 de agosto de 2016        | 15 de outubro de 2016 2 de janeiro de 2017     |
| 4  | Astoria e o Pé de Feijão             | 22 de maio de 2016 3 de setembro de 2016       | 22 de outubro de 2016 9 de janeiro de 2017     |
| 5  | Um Casamento de contos de Fada       | 27 de maio de 2016 10 de setembro de 2016      | 29 de outubro de 2016 16 de janeiro de 2017    |
| 6  | Mistério no Castelo da Cinderela     | 28 de maio de 2016 8 de outubro de 2016        | 5 de novembro de 2016 23 de janeiro de 2017    |
| 7  | A Neta da Princesa de Ervilha        | 17 de setembro de 2016 1 de outubro de 2016    | 12 de novembro de 2016 30 de janeiro de 2017   |
| 8  | Acerto de Contas                     | 18 de setembro de 2016 24 de setembro de 2016  | 19 de novembro de 2016 6 de fevereiro de 2017  |
| 9  | Ataque da bruxa dos doces            | 19 de setembro de 2016 22 de outubro de 2016   | 26 de novembro de 2016 13 de fevereiro de 2017 |
| 10 | A Coleção de Contos de Fadas da Rose | 20 de setembro de 2016 15 de outubro de 2016   | 3 de dezembro de 2016 20 de fevereiro de 2017  |
| 11 | O Retorno do Lobo Mau                | 21 de setembro de 2016 29 de outubro de 2016   | 10 de dezembro de 2016 27 de fevereiro de 2017 |
| 12 | Abóboras e Dragões                   | 22 de setembro de 2016 5 de novembro de 2016   | 17 de dezembro de 2016 6 de março de 2017      |
| 13 | O Grande Baile                       | 23 de setembro de 2016 12 de novembro de 2016  | 24 de dezembro de 2016 13 de março de 2017     |
| 14 | A Lendária Iron Fan                  | 20 de outubro de 2016 14 de janeiro de 2017    | 31 de dezembro de 2016 20 de março de 2017     |
| 15 | Rose e o Rei dos Dragões             | 21 de outubro de 2016 21 de janeiro de 2017    | 7 de janeiro de 2017 27 de março de 2017       |
| 16 | A Canção da Bruxa do Mar             | 22 de outubro de 2016 28 de janeiro de 2017    | 14 de janeiro de 2017 3 de abril de 2017       |
| 17 | Hawk e As Maçãs Envenenadas          | 23 de outubro de 2016 4 de fevereiro de 2017   | 21 de janeiro de 2017 10 de abril de 2017      |
| 18 | Conto de Fadas no Mundo Real         | 23 de outubro de 2016 11 de fevereiro de 2017  | 28 de janeiro de 2017 17 de abril de 2017      |
| 19 | Cabelo Enfeitiçado                   | 12 de novembro de 2016 25 de fevereiro de 2017 | 4 de fevereiro de 2017 24 de abril de 2017     |
| 20 | O Dia dos Pais                       | 12 de novembro de 2016 4 de março de 2017      | 11 de fevereiro de 2017 1 de maio de 2017      |
| 21 | Magia de Macaco                      | 13 de novembro de 2016 18 de março de 2017     | 18 de fevereiro de 2017 8 de maio de 2017      |
| 22 | Rebelião das Flores                  | 13 de novembro de 2016 25 de março de 2017     | 25 de fevereiro de 2017 15 de maio de 2017     |
| 23 | Dançando no Lago dos Cisnes          | 14 de novembro de 2016 8 de abril de 2017      | 4 de março de 2017 22 de maio de 2017          |
| 24 | Dragonlimpíadas                      | 14 de novembro de 2016 15 de abril de 2017     | 11 de março de 2017 29 de maio de 2017         |
| 25 | A Queda dos Guardiões                | 15 de novembro de 2016 22 de abril de 2017     | 18 de março de 2017 5 de junho de 2017         |
| 26 | Vicky, a Vilã                        | 15 de novembro de 2016 29 de abril de 2017     | 25 de março de 2017 12 de junho de 2017        |

### 2ª Temporada (2017-2018)
| #  | Título                             | Estreia                                        | Estreia                                    |
| -- | ---------------------------------- | ---------------------------------------------- | ------------------------------------------ |
| 1  | Pompons!                           | 5 de novembro de 2017 28 de novembro de 2017   | 29 de janeiro de 2018 5 de março de 2018   |
| 2  | A Bela e a Fera                    | 12 de novembro de 2017 29 de novembro de 2017  | 5 de fevereiro de 2018 6 de março de 2018  |
| 3  | A Feira Mágica                     | 19 de novembro de 2017 30 de novembro de 2017  | 12 de fevereiro de 2018 7 de março de 2018 |
| 4  | Loucura de Espelhos                | 1 de dezembro de 2017 3 de dezembro de 2017    | 19 de fevereiro de 2018 8 de março de 2018 |
| 5  | A Mulher do Gigante                | 2 de dezembro de 2017 10 de dezembro de 2017   | 26 de fevereiro de 2018 9 de março de 2018 |
| 6  | Procurando o Pinocchio             | 3 de dezembro de 2017 17 de dezembro de 2017   | 5 de março de 2018 12 de março de 2018     |
| 7  | O Sapo Vilão!                      | 4 de dezembro de 2017 7 de janeiro de 2018     | 12 de março de 2018 13 de março de 2018    |
| 8  | Na Floresta Encantada              | 5 de dezembro de 2017 14 de janeiro de 2018    | 14 de março de 2018 19 de março de 2018    |
| 9  | O Baile de Máscaras                | 6 de dezembro de 2017 21 de janeiro de 2018    | 15 de março de 2018 26 de março de 2018    |
| 10 | O Guerreiro Ninja                  | 7 de dezembro de 2017 28 de janeiro de 2018    | 16 de março de 2018 2 de abril de 2018     |
| 11 | A Competição de Príncipes          | 8 de dezembro de 2017 4 de fevereiro de 2018   | 9 de abril de 2018 7 de maio de 2018       |
| 12 | O Dragão Negro                     | 9 de dezembro de 2017 11 de fevereiro de 2018  | 16 de abril de 2018 8 de maio de 2018      |
| 13 | Um Dia em Merlin Academy           | 10 de dezembro de 2017 18 de fevereiro de 2018 | 23 de abril de 2018 9 de maio de 2018      |
| 14 | O Desfile Regal                    | 25 de fevereiro de 2018 26 de setembro de 2018 | 30 de abril de 2018 10 de maio de 2018     |
| 15 | O Conto de Sereia                  | 4 de março de 2018 27 de setembro de 2018      | 7 de abril de 2018 11 de maio de 2018      |
| 16 | A Festa do Pijama                  | 11 de março de 2018 28 de setembro de 2018     | 14 de abril de 2018 28 de maio de 2018     |
| 17 | O Teste da Torre                   | 18 de março de 2018 29 de setembro de 2018     | 21 de abril de 2018 29 de maio de 2018     |
| 18 | A Bruxa Metaforma                  | 25 de março de 2018 30 de setembro de 2018     | 28 de abril de 2018 30 de maio de 2018     |
| 19 | Ruby Retorna                       | 1 de abril de 2018 1 de outubro de 2018        | 31 de maio de 2018 4 de junho de 2018      |
| 20 | O Casamento                        | 15 de abril de 2018 2 de outubro de 2018       | 1 de junho de 2018 11 de junho de 2018     |
| 21 | O Efeito da Meia-Noite             | 22 de abril de 2018 3 de outubro de 2018       | 18 de junho de 2018 20 de agosto de 2018   |
| 22 | Natal na Terra dos Contos de Fadas | 29 de abril de 2018 4 de outubro de 2018       | 30 de julho de 2018 24 de dezembro de 2018 |
| 23 | Magia do Arco-Íris                 | 6 de maio de 2018 5 de outubro de 2018         | 25 de junho de 2018 21 de agosto de 2018   |
| 24 | Armadilha da Rainha da Neve        | 13 de maio de 2018 6 de outubro de 2018        | 2 de julho de 2018 22 de agosto de 2018    |
| 25 | Rose no País das Maravilhas        | 20 de maio de 2018 7 de outubro de 2018        | 9 de julho de 2018 23 de agosto de 2018    |
| 26 | O Reino da Neve                    | 27 de maio de 2018 8 de outubro de 2018        | 16 de julho de 2018 24 de agosto de 2018   |

## Transmissão
Regal Academy estreou na Itália na Rai YoYo em 21 de Maio de 2016. Nos Estados Unidos começou a ser exibida na Nickelodeon no dia 13 de agosto de 2016. No Canadá a série começou a ser exibida no YTV em 3 de dezembro de 2016. A segunda temporada foi no ar em 5 de novembro de 2017 nos Estados Unidos e na Italia entre 28 de novembro de 2017 até 8 de outubro de 2018. A série terminou nos Estados Unidos no dia 27 de maio de 2018.
A primeira temporada foi ao ar na Nickelodeon na América Latina e Brasil, começou sua exibição em 1 de outubro de 2016 e terminou em 25 de março de 2017. A segunda temporada foi no ar em 5 de março de 2018 na NickJr e terminou em 24 de dezembro de 2018 com o especial do natal. Na Espanha e Portugal foi no ar na Nickelodeon, começou sua exibição no 19 de dezembro de 2016 e a segunda temporada estreou em 29 de janeiro de 2018. For no ir em Cartoon Network na Polônia em 14 de novembro de 2016, no ZOOM desde 4 de setembro de 2016 em Israel. No Nicktoons em 14 de novembro de 2016 na Arábia, com un reprise em MBC 3 desde outubro de 2017. Na França foi no ar em 10 de julho de 2017 no Nickelodeon Junior.
No Brasil, a série foi exibida (só a primeira temporada) pela TV Cultura por três vezes, a primeira exibição foi entre 19 de junho de 2017 até 24 de agosto de 2018, a segunda exibição foi entre 2 de novembro de 2018 e 7 de dezembro de 2018, a terceira exibição foi de 20 de fevereiro de 2019 a 5 de abril de 2019, sendo a segunda e a terceira exibições sendo reexibidas sem nenhum tipo de aviso prévio ou chamada de retorno da atração nas vésperas das reexibições de Regal Academy, porém, em 5 de abril de 2019, a série sai do ar após o episódio A Neta da Princesa Ervilha, por motivos desconhecidos